# Leptoconops endialis
Leptoconops endialis är en tvåvingeart som beskrevs av Smee 1966. Leptoconops endialis ingår i släktet Leptoconops och familjen svidknott. Inga underarter finns listade i Catalogue of Life.